# Gertruda Szumska
Gertruda Helena Szumska (ur. 11 grudnia 1941 w Gdańsku) – polska polityk, nauczyciel matematyki, posłanka na Sejm IV kadencji.

## Życiorys
W 1963 ukończyła Studium Nauczycielskie, a w 1971 studia na Wydziale Matematyczno-Fizyczno-Chemicznym Uniwersytetu Gdańskiego. Od 1963 do 1994 pracowała jako nauczycielka matematyki w szkołach zawodowych w Gdańsku. 
Od 1981 należała do NSZZ „Solidarność”. W wyborach parlamentarnych w 2001 została wybrana posłem IV kadencji. Startowała z listy Ligi Polskich Rodzin w okręgu gdańskim. Zasiadała w Komisji Edukacji, Nauki i Młodzieży, Komisji Łączności z Polakami za Granicą, Komisji Polityki Społecznej i Rodziny oraz Komisji Finansów Publicznych. W kwietniu 2004, po konflikcie z Jackiem Kurskim wystąpiła z LPR i współtworzyła koło poselskie Dom Ojczysty. Bezskutecznie ubiegała się o reelekcję w 2005 z listy tego ugrupowania, a w 2006 o mandat radnego sejmiku pomorskiego z ramienia Prawa i Sprawiedliwości. W przedterminowych wyborach parlamentarnych w 2007 ponownie kandydowała do Sejmu z listy LPR (jako bezpartyjna).
Blisko związana z Radiem Maryja i Polską Unią Samorządową Bogusława Kowalskiego. Przewodnicząca stowarzyszenia Dom Ojczysty.